# Fitzalania heteropetala
Fitzalania heteropetala är en kirimojaväxtart som först beskrevs av Ferdinand von Mueller, och fick sitt nu gällande namn av Ferdinand von Mueller. Fitzalania heteropetala ingår i släktet Fitzalania och familjen kirimojaväxter. Inga underarter finns listade i Catalogue of Life.